# Castello di Cerlongo
Il castello di Cerlongo, anche noto come villa Magnaguti, è un'antica roccaforte situata a Cerlongo, frazione del comune di Goito, in provincia di Mantova, che conserva inalterato l'originario impianto, oltre ad alcuni edifici medievali e le opere difensive, tra cui le tre torri e le mura perimetrali.
Ignota l'epoca di costruzione, il castello era preesistente al Ducato di Mantova, allorché i duchi Gonzaga si recavano nella località di Cerlongo perché rigogliosa di alberi da frutta, soprattutto di ciliegi.
In una sala dell'edificio una lapide ricorda che il 25 giugno 1866 vi soggiornò il re Vittorio Emanuele II.
L'edificio appartenne alle nobili famiglie Cocastelli e Magnaguti, nobile famiglia che si trasferì dal Polesine nel mantovano nel XVI secolo.